# Гулёновка
Гулёновка (Гуленовка) — село Кировского сельсовета Сердобского района Пензенской области. На 1 января 2004 года — 242 хозяйства, 630 жителей.

## География
Село расположено на севере Сердобского района. Расстояние до районного центра город Сердобск — 32 км.

## История
По исследованиям историка — краеведа Полубоярова М. С., село основано в первой половине XIX века, в 1880-х годах входило в Мещерскую волость, в селе располагалаось имение Ягн-Арнольди. В начале XX века в селе имелись школа грамоты, церковно-приходская школа. В 1955 году — центральная усадьба колхоза имени Маленкова, в 1980-х годах — центральная усадьба совхоза «Ясный». В конце 1960-х годов в состав села включена деревня Войновка. До 22 декабря 2010 года — центр Гулёновского сельсовета. Согласно Закону Пензенской области № 1992-ЗПО от 22 декабря 2010 года передано в Кировский сельский совет.

## Численность населения
| 1859 | 1886 | 1911 | 1926 | 1928 | 1939 | 1959 |
| ---- | ---- | ---- | ---- | ---- | ---- | ---- |
| 215  | ↗399 | ↗499 | ↗602 | ↗660 | ↘209 | ↗220 |
| 1979 | 1989 | 1996 | 2002 | 2010 |      |      |
| ↗568 | ↗626 | ↗736 | ↘624 | ↘585 |      |      |

## Инфраструктура
В селе имеются: почта, основная школа, фельдшерско-акушерский пункт, детский сад библиотека, дом культуры.

## Улицы
- Войновка;
- Комсомольская;
- Молодёжная;
- Набережная;
- Парковая;
- Рабочая;
- Сельская;
- Солнечная;
- Центральная;
- Центральный проезд;
- Ясная.